# Галилеевы спутники
Галилеевы спутники — собирательное название четырёх крупнейших спутников Юпитера (из их общего числа 95 на февраль 2023 года): Ио, Европы, Ганимеда и Каллисто (в порядке удаления от Юпитера). Спутники были открыты (впервые наблюдались) Галилео Галилеем в декабре 1609 или январе 1610 года с помощью его первого в истории телескопа. Они входят в число крупнейших спутников во всей Солнечной системе. Отличительной чертой этих спутников является то, что все они имеют сферическую форму и близки по размерам и массе к земной Луне либо планете Меркурий. Остальные спутники Юпитера имеют неправильную форму и небольшие размеры.

## История
Спутники были открыты (впервые наблюдались) Галилео Галилеем в декабре 1609 или январе 1610 года с помощью его первого в истории телескопа. 7 января 1610 года он написал письмо, содержащее первое упоминание спутников Юпитера. К тому времени он видел только три из них (Ганимед, Каллисто и «звезду», впоследствии оказавшуюся двумя спутниками — Европой и Ио) и считал их неподвижными звёздами около Юпитера. В ходе дальнейших наблюдений, которые продолжались с 8 января по 2 марта, учёный обнаружил, что «звезд» не три, а четыре и они обращаются вокруг Юпитера. На открытие спутников Юпитера претендовал также немецкий астроном Симон Марий, который якобы наблюдал их в 1609 году, но вовремя не опубликовал данные об этом.
Названия галилеевых спутников были предложены Симоном Марием в 1614 году, однако в течение долгого времени они практически не использовались. Галилей назвал четыре открытые им спутника «Медичийскими звёздами» (лат. Stellae Medicae, в честь четырёх братьев Медичи) и присвоил им порядковые номера. Лишь с середины XX века привычные нам названия стали общеупотребительными.
Галилеевы спутники названы по имени персонажей древнегреческой мифологии — возлюбленных Зевса: Ио, Европы, Каллисто и Ганимеда. Мариус дал такие названия, поскольку Юпитер — аналог Зевса в римском пантеоне.
В честь 300-летия открытия галилеевых спутников был назван астероид (697) Галилея, открытый 14 февраля 1910 года немецким астрономом Йозефом Хелффрихом в Гейдельбергской обсерватории.
Систему Юпитера иногда называют «Солнечной системой в миниатюре». Ганимед превышает по размеру планету Меркурий (хотя и уступает ему по массе). На спутнике Европа (а возможно, и на Ганимеде, и на Каллисто) имеется глобальный подлёдный океан и может существовать жизнь. На Ио бушуют мощные вулканы. Ио, Европа и Ганимед находятся в орбитальном резонансе — их орбитальные периоды относятся как 1:2:4.
Для галилеевых спутников характерна закономерность: чем дальше спутник расположен от Юпитера, тем ниже его средняя плотность и тем больше на нём воды (в твёрдом или жидком состоянии). Одна из гипотез объясняет это тем, что в ранние эпохи эволюции Солнечной системы Юпитер был гораздо горячее, вследствие чего летучие соединения, в том числе водяной пар, выметались из областей, близких к планете.
Важные сведения о размерах галилеевых спутников были получены во время покрытия звезды беты Скорпиона спутником Ио 14 мая 1971 года в 2:00 UTC, а также в ходе серии взаимных затмений и покрытий галилеевых спутников, произошедших в 1973 году благодаря пересечению Землёй экваториальной плоскости Юпитера и наблюдавшихся в 23 обсерваториях мира. Радиус Ио тогда был оценён в 1818±5 км, Европы — в 1533±27 км, Ганимеда — в 2608±32 км, Каллисто — в 2445±75 км.
Много ценной информации о галилеевых спутниках добавилось в результате пролёта «Вояджеров» в 1979 году, работы аппарата «Галилео» в 1995—2003 годах и исследований с помощью телескопа «Хаббл».
| Название | Фото | Диаметр (км) | Масса (кг) | Радиус орбиты (км) | Орбитальный период (дней) |
| -------- | ---- | ------------ | ---------- | ------------------ | ------------------------- |
| Ио       |      | 3643         | 8,93⋅1022  | 421 800            | 1,77                      |
| Европа   |      | 3122         | 4,8⋅1022   | 671 100            | 3,55                      |
| Ганимед  |      | 5268         | 1,48⋅1023  | 1 070 400          | 7,16                      |
| Каллисто |      | 4821         | 1,08⋅1023  | 1 882 700          | 16,69                     |